# NGC 7363
NGC 7363 (również PGC 69580) – galaktyka spiralna z poprzeczką (SBcd), znajdująca się w gwiazdozbiorze Pegaza. Odkrył ją Heinrich Louis d’Arrest 27 sierpnia 1865 roku.